# Lissocephala bergi
Lissocephala bergi är en tvåvingeart som beskrevs av Chassagnard och Léonidas Tsacas 1997. Lissocephala bergi ingår i släktet Lissocephala och familjen daggflugor.
Artens utbredningsområde är Malawi.